# Johnny e Luther Htoo
Johnny Htoo e Luther Htoo (pronuncia-se 'Too', o 'H' é silencioso ; nascidos por volta de 1988) são irmãos gêmeos que lideraram conjuntamente o grupo guerrilheiro Exército de Deus - um grupo dissidente da União Nacional Karen - em Mianmar (Birmânia) durante o final da década de 1990.

## Formação do Exército de Deus (1997)
Os gêmeos Htoo são de uma área do leste de Mianmar povoada pelo grupo étnico Karen. O exércitos dos Karen e o birmanês lutou várias vezes por mais de cinquenta anos, mas no início da década de 1990 o exército birmanês lançou uma grande operação para garantir a rota de um oleoduto através da área. Em março de 1997, um pastor local levou as duas crianças analfabetas de nove anos ao chefe militar local e disse que o Senhor havia falado com elas e que salvariam o povo Karen. Segundo a lenda entre os seguidores, os gêmeos então reuniram os defensores de sua aldeia gritando "Exército de Deus!", levando-os à vitória sobre as tropas birmanesas. Várias lendas afirmam que os irmãos tinham vários poderes mágicos, incluindo invulnerabilidade a balas e minas, e que eles podiam distribuir balas mágicas. Supostamente, eles poderiam matar apontando um rifle para o chão e se concentrando. Um conto afirma que Johnny se transformou em um homem velho e voltou ao tomar banho em um rio. A lenda dos meninos foi adotada por moradores que consideravam a União Nacional Karen existente como corrupta e ineficaz. Um novo grupo rebelde chamado Exército de Deus da Montanha Sagrada, ou Exército de Deus para abreviar, foi formado sob a liderança nominal dos gêmeos Htoo, que teriam cerca de 9 anos.

## Atenção mundial (1999-2000)
O Exército de Deus estava situado nas florestas tropicais montanhosas ao longo da fronteira entre a Birmânia e a Tailândia. Eles eram um bando de guerrilheiros cristãos que mantinham um estilo de vida austero, incluindo abstinência de relações sexuais, álcool, leite, ovos e carne de porco. Os meninos, chamados de "Bu Lu" e "Bu Joh" por seus seguidores, eram fumantes inveterados e diziam que sabiam a Bíblia de cor, embora nunca a tivessem estudado.
Em outubro de 1999, um grupo que se autodenominava Vigorosos Guerreiros Estudantis Birmaneses tomou a embaixada da Birmânia em Bangcoc e a situação terminou com a morte deles, após serem capturados pelo Exército de Deus.
Os Htoo chamaram a atenção mundial em janeiro de 2000, quando 10 membros do Exército de Deus apreenderam um hospital em Ratchaburi, Tailândia. O grupo manteve de 700 a 800 pacientes e funcionários como reféns por 22 horas. Eles exigiram que o governo tailandês parasse de bombardear as posições dos Karen na Birmânia e tratamento para seus feridos. Forças de segurança tailandesas invadiram o hospital, matando todos os 10 homens armados. Uma fotografia tirada pelo fotógrafo da Associated Press, Apichart Weerawong, de Johnny posando ao lado de seu irmão, que fumava um charuto, circulou pelo mundo após a invasão ao hospital. Após o ataque, o Exército de Deus foi perseguido de forma tenaz pelo Tatmadaw (Forças Armadas Birmanesas) e evitado por outros rebeldes Karen. Luther afirmou na época que tinha 250.000 soldados invisíveis sob seu comando, enquanto Johnny tinha 150.000 dos seus próprios. Seus seguidores foram estimados em cerca de 500 em 1998, mas gradualmente diminuíram para entre 100 e 200 homens no início de 2000, depois que muitos partiram em busca de trabalho para sustentar suas famílias refugiadas. Enquanto isso, o exército birmanês tinha 21.000 soldados na área.

## Rendição e vida após o Exército de Deus (2001–)
Os gêmeos se renderam aos soldados tailandeses em janeiro de 2001 e solicitaram refúgio. Naquela época, o número de seus seguidores havia diminuído para menos de 20. Eles negaram as histórias sobre serem invulneráveis, mas insistiram que Deus os ajudara a sobreviver ao longo dos anos. Eles foram reunidos com sua família. Em julho de 2006, Johnny Htoo se rendeu ao governo militar da Birmânia com outros oito membros do Exército de Deus em dois grupos.
Em 2013, Luther Htoo estava morando na Suécia e  Johnny Htoo morava em um campo de refugiados na Tailândia e tentava ir para a Nova Zelândia para se juntar a sua mãe e irmã.